# جوني بريتن
جوني بريتن (بالإنجليزية: Johnny Brittain)‏ هو متسابق دراجات نارية بريطاني، ولد في 1932 في المملكة المتحدة، وتوفي في 7 مارس 2019.